# Fäderneslandet (1783)
Fäderneslandet (62 kanoner) var ett svenskt linjeskepp som  byggdes 1783 efter ritningar av Fredrik Henrik af Chapman i Karlskrona. Namnet är detsamma som Gustav III:s valspråk.

## Skeppsbygge
Fäderneslandet skapades av af Chapman vid Karlskrona örlogsvarv och byggdes som ett av fartygen i en serie av tio linjeskepp där Kronprins Gustaf Adolf var det första som sjösattes 1782
Ansvarig för skeppsbygget var af Chapmans systerson skeppsbyggmästare Lars Nordenbjelke. Köl och stävar restes 1782, fartyget beskrivs som tätförtimmrat med diagonalförbindning och förbultad med järn. Det sjösattes den 31 mars 1783, och undergick lättare reparation 1794 och en betydligt större 1820. Till riksdagen 1834 sägs att Fäderneslandet genomgått reparationer och blivit förbyggt.
Galjonsfiguren som finns bevarad på Marinmuseum i Karlskrona är skuren av bildhuggaren Johan Törnström och färdigställdes 1785. Den visar Moder Svea. Bakom Svea syns ett lejon, som ingår i det svenska riksvapnet men som också är en symbol för styrka och makt. Figuren har detaljer inspirerade från antiken med korintisk hjälm, och hon är bepansrad under bringan samt bär svärd.
Skeppets längd över allt var 49,6 meter och det var 13,6 meter brett samt hade ett djupgående på 5,8 meter. Till toppen på stormasten var det 50 meter, och den totala segelytan uppgick till ca 2000 kvadratmeter vilket gav en marschfart om ca 8 knop.

## Bestyckning[7]
Fäderneslandet var bland andra bestyckad med följande pjäser, och bar totalt 62 stycken;
- 26 36-pundare
- 28 24-pundare
- 8 6-pundare

## Tjänstegöringshistoria

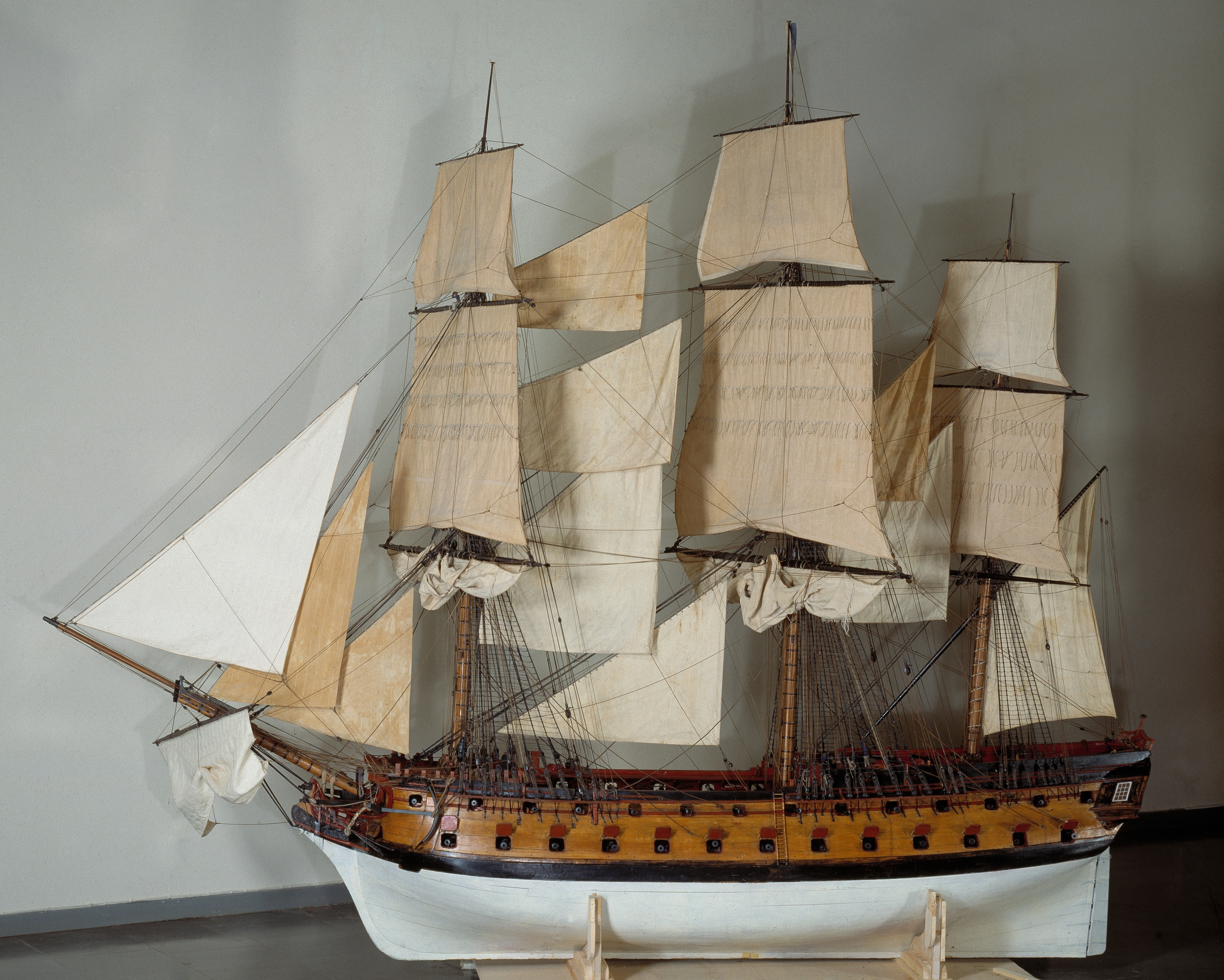
Samtida konstruktionsmodell för Kronprins Gustaf Adolf-klassen. Sjöhistoriska museet.

Skeppet deltog i strider under Gustav III:s ryska krig 1788-1790 och deltog då i följande sjöslag och strider;
- Sjöslaget vid Hogland
- Slaget vid Ölands södra udde
- Sjöslaget vid Reval
- Sjöslaget vid Kronstadt
- Viborgska gatloppet

Fäderneslandet deltog även under Finska kriget 1808-1809 och då bland annat i anfallet i Jungfrusund. Efter detta krig deltog hon även i sjötågen under Sjätte koalitionskriget samt under Fälttåget mot Norge 1814. 1852 beskrivs Fäderneslandet som under befäl av kommendörkapten Adolf August Christian Meister och att de ligger förlagdt i inre krysset på Carlskrona redd. Det används för övning inom artilleri och handvapen för båtsmän inom artilleriet, samt även som kasern för båtsmän.
Fäderneslandet blev slopat och utgick ur flottan 1864.

### Befäl och besättning[7]
Skeppet hade en bemanning på 567 man, vilket ofta ökade i krigstid då man även tog med soldater. Fartygschefen var en överstelöjtnant, till sin hjälp hade denne två kaptener, två löjtnanter samt två underlöjtnanter. Underofficerarna utgjordes av en överstyrman med fem styrmän som svarade för navigationen samt en överskeppare med tre underskeppare och sex högbåtsmän som svarade för arbetet i rigg en och på däck. Fartygets artilleri sköttes av nio arklimästare och fyra konstaplar. Till dessa kom inventarietimmerman, profoss, skrivare, samt en skeppspräst.
Manskapet utgjordes av 70 volontärer inom främst artilleriet, och som förmän. Dessutom fanns ett 20-tal kofferdikarlar som var erfarna sjömän, som arbetade med riggen, fotas som förmän. Till detta fanns 250 båtsmän som var indelta sjömän, samt 30 skeppsgossar. Likaså ingick 110 soldater, 16 kockar samt hantverkare och 20 drängar. Det krävdes att cirka 25% av sjömännen var erfarna, för att kunna hantera och reparera skeppet i strid.

## Fartygschefer
- Carl Wilhelm Kuylenstierna - 1788
- Carl Fredrik Eneskjöld - 1789
- Adolf August Christian Meister - 1852

### Befälhavare över landtrupperna ombord
- Nils Georg Psilanderskjöld - 1788-1790[10]